# Jan III. Drašković z Trakošćanu
Jan III. Drašković z Trakošćanu (chorvatsky Ivan III. Drašković Trakošćanski, maďarsky Draskovics III. János, 13. března 1595 nebo 1603, hrad Trakošćan - 5. srpna 1648, Magyaróvár) byl chorvatský šlechtic, generál a státník z rodu Draškovićů. V letech 1639-1646 zastával úřad bána (místodržitele) Chorvatského království. Pro své válečné úspěchy proti Turkům byl nazýván Defensor Croatiae. Jako první Chorvat získal titul uherského palatina.

## Život

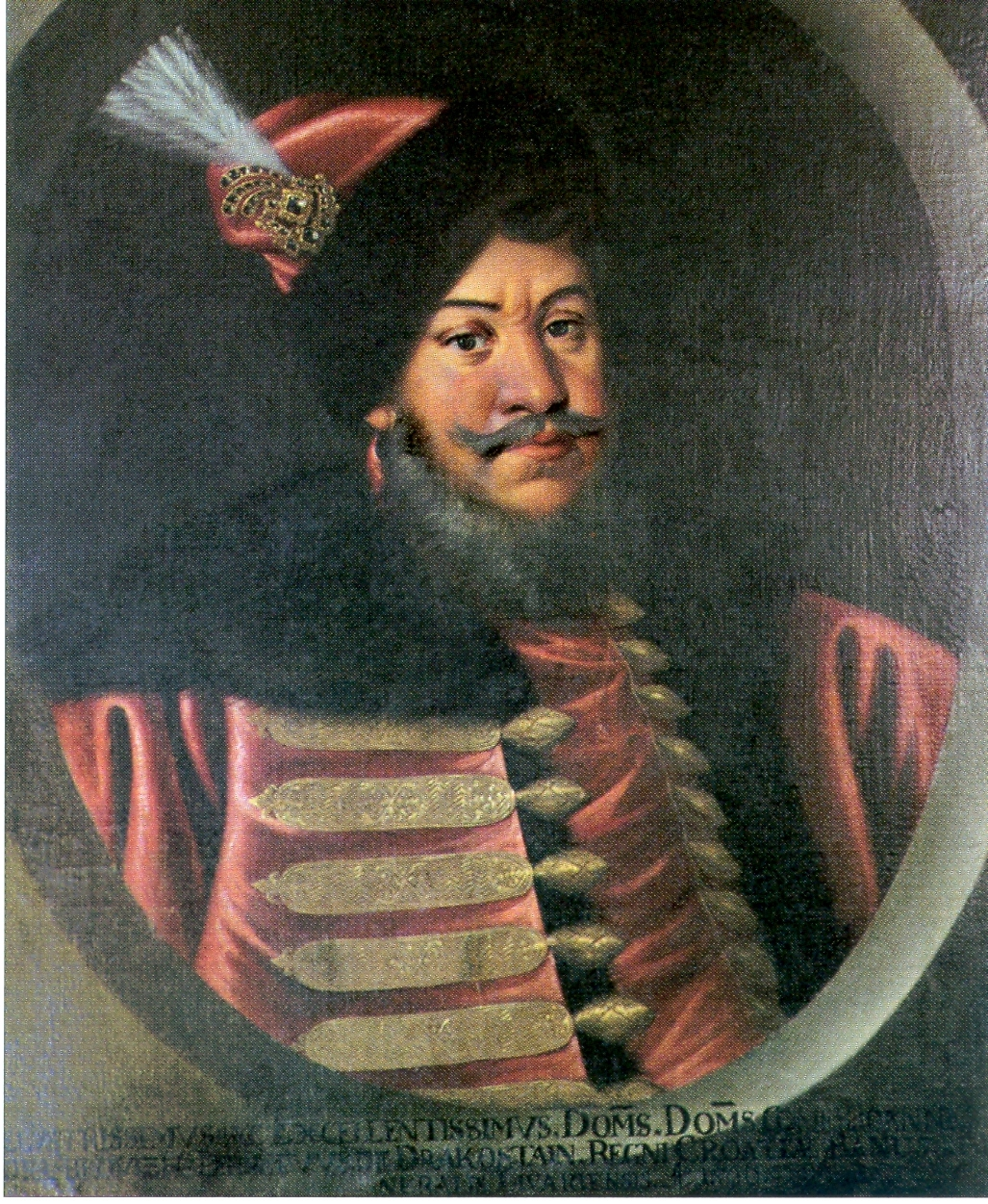
Portrét palatina Jana III. Draškoviće

Jan III. Drašković se narodil jako syn Jana II. Draškoviće (1550–1613) a jeho manželky Evy rozené Istvánffyové.
Otec v letech 1596-1608 zastával úřad chorvatského bána a komorníka císaře Rudolfa II., byl též tajným a válečným radou, generálem jezdectva a županem Križevckého okresu.
Jan ovládal několik cizích jazyků, studoval filozofii ve Štýrském Hradci a práva v Bologni. Za jeho života dosáhl rod Draškovićů vrcholu své moci, bohatství a vlivu. Pro své úspěchy v bitvách proti Turkům se stal známým jako „defensor Croatiae“ (Obránce Chorvatska). Usiloval o zlepšení organizace obrany a výstavby nových opevnění a posílení mnoha stávajících základen.
29. ledna 1629 se oženil s Barbarou Thurzovou, hraběnkou z Bethlenfalvy, a měli pět dětí: Jana IV., Barboru, Mikuláše II., Kateřinu a Julii.
Za své úsilí a úspěchy byl jeho rod 4. září 1631 císařem Ferdinandem II. povýšen do hraběcího stavu. Během svého života zastával Jan III. Drašković hodnost rytmistra, byl královským komorníkem a tajným radou. 10. července 1640 jej Ferdinand III. jmenoval chorvatským bánem a vrchním velitelem chorvatské vojenské hranice v Karlovaci.
Na 22. září 1646 svolal císař Ferdinand do Bratislavy shromáždění chorvatské a maďarské šlechty. Tam Draškoviće jmenoval uherským palatinem, který tak byl prvním Chorvatem, který dosáhl tohoto nejvyššího uherského titulu.
Poměrně brzy nato, 5. srpna 1648 Jan III. v Moson-Magyaróváru zemřel a byl pohřben v bratislavské katedrále sv. Martina vedle svého otce Jana II. Draškoviće.